# Деличето
Деличѐто (на италиански: Deliceto, на местен диалект Delecìte, Делечите) е малко градче и община в Южна Италия, провинция Фоджа, регион Пулия. Разположено е на 550 m надморска височина. Населението на общината е 4002 души (към 2010 г.).